# Empis spinosa
Empis spinosa är en tvåvingeart som beskrevs av Christophe Daugeron och Patrick Grootaert 2003. Empis spinosa ingår i släktet Empis och familjen dansflugor. Inga underarter finns listade i Catalogue of Life.